# Zwartgestippelde sidderrog
De zwartgestippelde sidderrog (Torpedo fuscomaculata) is een soort uit het geslacht en de familie van de sidderroggen (Torpedinidae) die voorkomt in de Atlantische Oceaan en de Indische Oceaan van Zuid-Afrika tot Mozambique op diepten tot 439 m. De soort kan een lengte bereiken van 64 cm.